# Bossembélé Airport
Bossembélé Airport är en flygplats i Centralafrikanska republiken. Den ligger i den sydvästra delen av landet, 140 km nordväst om huvudstaden Bangui. Bossembélé Airport ligger 673 meter över havet.
Terrängen runt Bossembélé Airport är platt. Runt Bossembélé Airport är det mycket glesbefolkat, med 7 invånare per kvadratkilometer.. Närmaste större samhälle är Bossembélé, 1,8 km öster om Bossembélé Airport. 
I omgivningarna runt Bossembélé Airport växer huvudsakligen savannskog.